# Argennina
Argennina is een monotypisch geslacht van spinnen uit de  familie van de Dictynidae (kaardertjes).

## Soort
- Argennina unica Gertsch & Mulaik, 1936